# Потенциальное векторное поле
Потенциа́льное (или безвихрево́е) ве́кторное по́ле в математике — векторное поле, которое можно представить как градиент некоторой скалярной функции координат. Необходимым условием потенциальности векторного поля в трёхмерном пространстве является равенство нулю ротора поля. Однако это условие не является достаточным — если рассматриваемая область пространства не является односвязной, то скалярный потенциал может быть многозначной функцией.
В физике, имеющей дело с силовыми полями, математическое условие потенциальности силового поля можно представить как требование равенства нулю работы при перемещении пробной частицы, на которую действует поле, по замкнутому контуру. Этот контур не обязан быть траекторией частицы, движущейся под действием только данных сил. В качестве потенциала поля в этом случае можно выбрать работу по перемещению пробной частицы из некоторой произвольно выбранной исходной точки, потенциал которой принят за ноль, в заданную точку (по определению эта работа не зависит от пути перемещения). Например, потенциальными являются статическое электрическое поле, а также гравитационное поле в теории Ньютона. За точку, которой приписывается нулевой потенциал, часто берут точку на бесконечности.
В некоторых источниках потенциальным полем сил считается только поле с потенциалом, не зависящим от времени. Это связано с тем, что потенциал для сил, зависящий от времени, вообще говоря, не является потенциальной энергией тела, движущегося под действием этих сил. Поскольку силы совершают работу не одномоментно, работа сил над телом будет зависеть от его траектории и от скорости прохождения по ней. В этих условиях сама потенциальная энергия не определена, так как по определению должна зависеть только от положения тела, но не от пути. Тем не менее, и для этого случая потенциал для сил может существовать, и может входить в уравнения движения так же, как и потенциальная энергия для тех случаев, когда она существует.
Пусть {\displaystyle {\vec {v}}} — потенциальное векторное поле; оно выражается через потенциал {\displaystyle \phi } как
{\displaystyle {\vec {v}}=\nabla \phi } (или в другой записи {\displaystyle {\vec {v}}=\operatorname {grad} \phi }).
Для поля сил и потенциала сил эта же формула записывается как
{\displaystyle {\vec {F}}({\vec {r}},t)=-\nabla U({\vec {r}},t)},
то есть для сил потенциалом {\displaystyle \phi } является {\displaystyle -U}. Когда {\displaystyle U} не зависит от времени, оно является потенциальной энергией, и тогда знак «-» возникает просто по определению. В противном случае знак сохраняется ради единообразия.
Для поля {\displaystyle \phi } выполняется свойство независимости интеграла от пути {\displaystyle P}:
{\displaystyle \int _{P}{\vec {v}}\cdot d{\vec {r}}=\phi (B)-\phi (A)},
Это равносильно
{\displaystyle \oint {\vec {v}}\cdot d{\vec {r}}=0}.
Интеграл по замкнутому контуру обращается в 0, поскольку начальная и конечная точка совпадают. И наоборот, предыдущую формулу можно вывести из этой, если разбить замкнутый контур на два незамкнутых.
Необходимое условие записывается как {\displaystyle \nabla \times {\vec {v}}=0} (или в другой записи {\displaystyle \operatorname {rot} {\vec {v}}=0}).
На языке дифференциальных форм потенциальное поле — это точная 1-форма — то есть форма, которая является (внешним) дифференциалом 0-формы (функции). Градиенту соответствует взятие внешнего дифференциала от 0-формы (потенциала), ротору соответствует взятие внешнего дифференциала от 1-формы (поля). Необходимое условие следует из того, что второй внешний дифференциал всегда равен нулю: {\displaystyle d^{2}=0}. Интегральные формулы следуют из (обобщённой) теоремы Стокса.